# Gino Hernandez (wrestler)
Charles Eugene Wolfe Jr., meglio conosciuto con il ring name Gino Hernandez (Highland Park, 8 agosto 1957 – Highland Park, 2 febbraio 1986), è stato un wrestler statunitense.
Noto principalmente per aver lottato nella World Class Championship Wrestling tra il 1976 e il 1986. La sua prematura morte fu inizialmente dichiarata un omicidio, ma successivamente la polizia archiviò il caso come morte accidentale causata da un'overdose di cocaina.

## Carriera
Wolfe Jr. iniziò la propria carriera da wrestler "babyface" nella federazione Big Time Wrestling di Ed Farhat a Detroit, con il ring name Gino Hernandez. Era un ragazzo molto giovane, che attraeva il pubblico femminile con il suo viso da bambino, la folta e lunga chioma nera e il fisico atletico. Riuscì a vincere il titolo principale della Big Time (la versione di Detroit dell'NWA United States Heavyweight Championship) sconfiggendo "Bulldog" Don Kent. In questo periodo, lottò anche nella World Wide Wrestling Federation (WWWF). Gino perse il titolo U.S. di Detroit con The Sheik (Ed Farhat, che, essendo il proprietario della Big Time Wrestling, era il suo datore di lavoro).

### Southwest Championship Wrestling

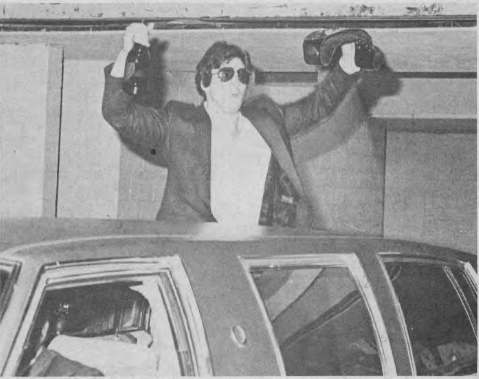
Gino Hernandez (1981)

Nel 1975 Gino Hernandez, soprannominato "The Handsome Halfbreed", cominciò a lottare a San Antonio, Texas, nel territorio controllato dalla Southwest Championship Wrestling (SCW), dopo essere stato allenato da José Lothario. All'inizio combatteva in coppia con Lothario, ma poi si diede alla competizione singola "tradendo" il proprio mentore nella storyline. Il feud con Lothario culminò in un "hair vs. hair match", perso da Hernandez che fu quindi rapato a zero sul ring.

### World Class Championship Wrestling/NWA Big Time Wrestling

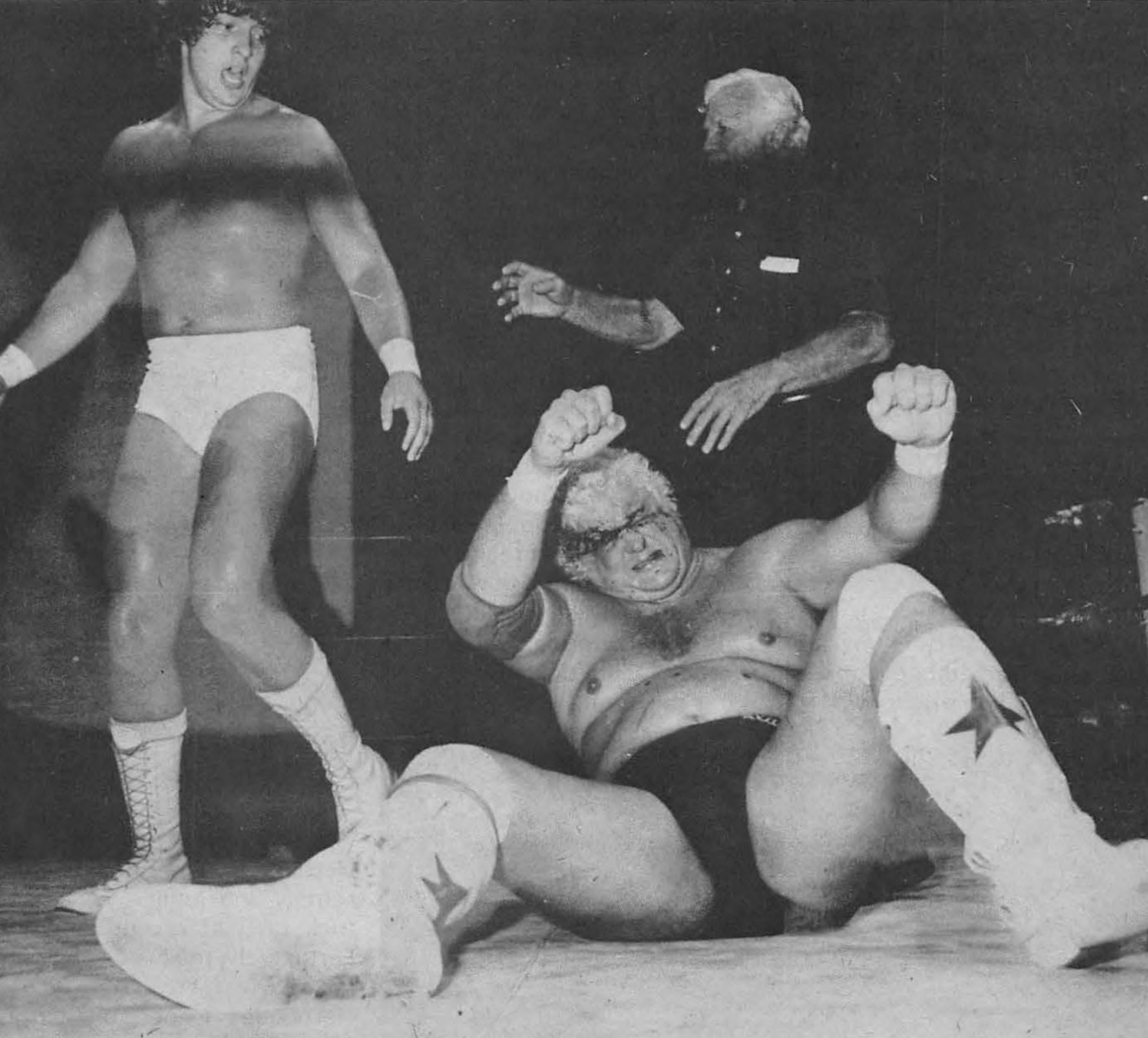
Gino Hernandez vs Dusty Rhodes (1978)

Tra la fine degli anni settanta e l'inizio degli ottanta, Gino lottò nella World Class Championship Wrestling (WCCW) di Dallas (all'epoca chiamata NWA Big Time Wrestling). Il suo feud più importante fu quello con David Von Erich per il NWA Texas Heavyweight Championship.
In seguito Gino tornò nella SCW, dove formò un tag team molto popolare ("The Dynamic Duo") con il figlio del proprietario della federazione, Tully Blanchard. Hernandez & Blanchard diventarono la coppia heel più famosa dell'epoca in Texas. Insieme conquistarono il Texas All-Star USA Tag Team Championship cinque volte e l'SCW World Tag Team Championship all'inizio degli anni ottanta.

### Mid-South Wrestling
Nel 1982, Gino diede il via a un feud con Chavo Guerrero colpendolo sulla testa con una bottiglia di birra e poi insultando la famiglia Guerrero. La rivalità ebbe vita breve, ma si sviluppò in molti territori del Texas.

### Ritorno in WCCW
Gino tornò nella World Class Championship Wrestling nel 1984, e ebbe rivalità sia individuali sia collettive con i membri della famiglia Von Erich: Mike, Kevin e Kerry Von Erich. In estate, fece coppia con la lottatrice Nickla Roberts, soprannominata "Andrea the Lady Giant" per la sua stazza. Il duo lottò in una serie di mixed tag team match contro Sunshine e Mike Von Erich. Anche la zia di Sunshine, Stella Mae French, fu coinvolta nel feud.
Nell'agosto 1984 formò un tag team con l'esordiente WCCW Jake "The Snake" Roberts. Poi fu la volta di Chris Adams, con il quale diede vita a una nuova incarnazione del "Dynamic Duo". Questa versione WCCW della coppia si rivelò ancora più di successo, con incassi da tutto esaurito durante il feud di Adams & Hernandez con i Von Erich.
Il duo inventò la celebre pratica delle "forbici d'oro": tagliavano i capelli agli avversari una volta sconfitti mentre questi erano esanimi al tappeto. Questa gimmick da barbiere fu in seguito resa famosa da Brutus Beefcake in WWF.

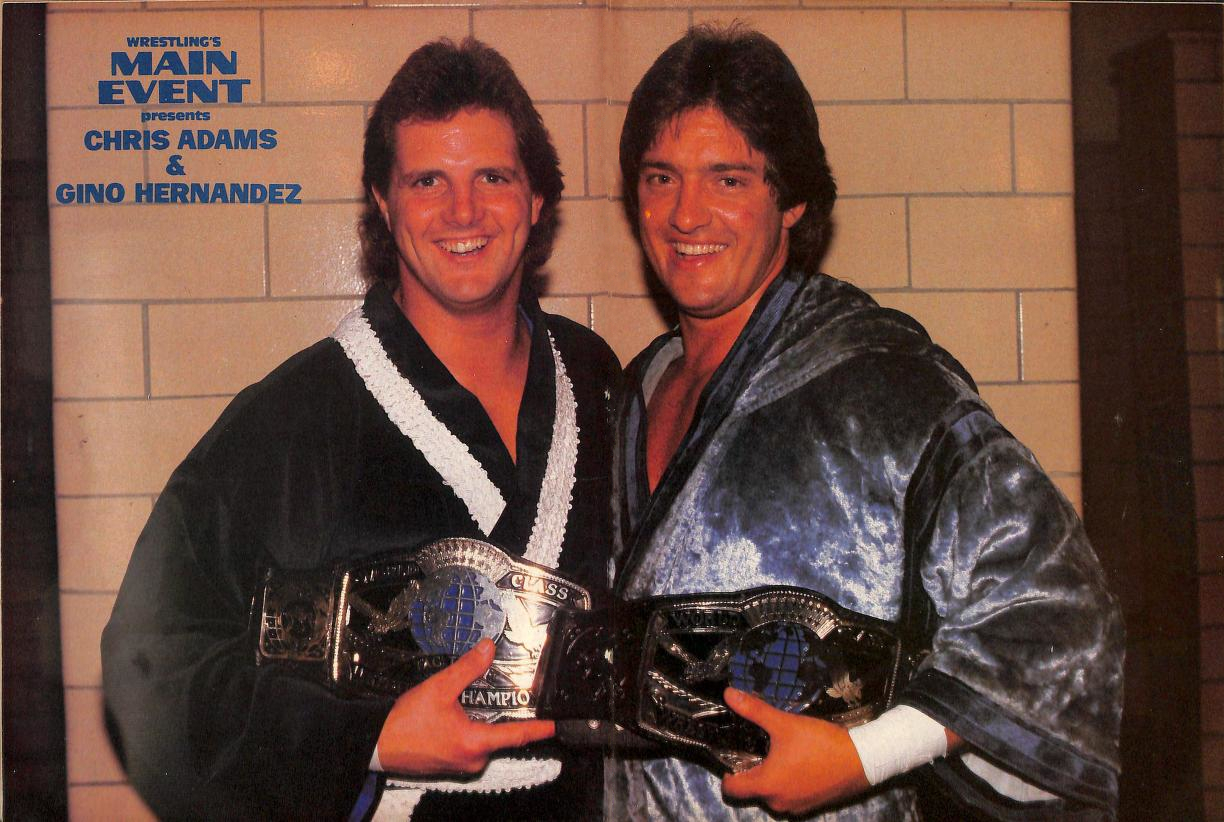
Chris Adams e Gino Hernandez, circa 1985

Il 6 ottobre 1985, Adams & Hernandez persero un "hair vs. hair" match con Kevin & Kerry Von Erich al Cotton Bowl. Al termine dell'incontro, Hernandez cercò di scappare, ma venne bloccato da Chris Von Erich, che si trovava a bordo ring, e alla fine fu rapato a zero insieme al partner di coppia.
Terminata la faida con i fratelli Von Erich, Gino si rivoltò contro Adams nel dicembre 1985. La dirigenza WCCW puntava molto su questo nuovo feud per il 1986. Il 27 gennaio 1986, durante un grudge match a Fort Worth, Hernandez gettò della "freebird hair cream" (una sorta di gel per capelli) in faccia a Chris Adams, accecandolo nella kayfabe (in realtà, Adams si prese un periodo di vacanza per tornare nella natia Inghilterra a passare un po' di tempo con la famiglia e la nuova moglie [Toni]; tuttavia, la WCCW volle che continuasse comunque a portare avanti la storyline dell'accecamento quando si trovava in pubblico).
In seguito Hernandez non si presentò a un paio di house show e la dirigenza WCCW provò a raggiungerlo telefonicamente diverse volte ma senza successo.

## Morte
Il 4 febbraio 1986, preoccupati per la salute di Wolfe, due dirigenti WCCW (David Manning e Rick Hazzard) insieme a vari agenti di polizia locali irruppero nell'appartamento del wrestler a Highland Park, Texas, dove scoprirono il suo cadavere in decomposizione. La morte risaliva approssimativamente a tre o quattro giorni prima. Inizialmente, la morte di Wolfe fu dichiarata un caso di omicidio; ma dopo i risultati dell'autopsia, il caso venne archiviato come decesso accidentale dovuto a overdose di cocaina.
La dipendenza di Wolfe da droghe e alcol non era un segreto per molti addetti ai lavori della World Class, incluso il manager/booker Gary Hart, che dichiarò di avere ripetutamente detto a Wolfe di "darsi una ripulita" disintossicandosi.
La puntata dello show World Class in programma per il weekend del 15 febbraio 1986 prevedeva originariamente un match di Gino Hernandez registrato il 24 gennaio al Dallas Sportatorium. L'incontro non andò mai in onda, e al suo posto l'annunciatore Bill Mercer diede in diretta la notizia della morte di Gino, per poi lasciare spazio alla trasmissione di un match differente.
Le spese del funerale di Charles Wolfe Jr. furono pagate da un noto spacciatore di droga locale chiamato "John Royal", che era suo amico. La famiglia restò a disagio nel vedere Royal e i suoi scagnozzi alla cerimonia funebre; molti non lo conoscevano nemmeno e non sapevano fosse amico del defunto.

### Dubbi sulle circostanze della morte
Anche se la polizia archiviò ufficialmente il caso come morte accidentale, alcuni parenti e amici di Wolfe sono convinti che la sua morte sia stata un omicidio legato all'ambiente dello spaccio di droga. Secondo David Manning, la vittima aveva in corpo tre volte la quantità massima di cocaina per un'overdose fatale, e lui e Kevin Von Erich dissero che aveva cocaina persino nello stomaco. Manning sospetta inoltre un crimine perché la serratura della porta di casa non era chiusa anche se lui la chiudeva sempre. Nelle settimane precedenti alla morte, Hernandez aveva espresso i propri timori a Manning e altri che la sua vita potesse essere in pericolo.
L'ex rivale Michael Hayes, nel corso di un'intervista del 2016 disse: «Faccio veramente, "veramente" fatica a credere che Gino Hernandez sia morto per overdose [...] era decisamente in bilico con la gente sbagliata, o apriva troppo la bocca, o sapeva troppo, o tutto quanto sopra». Interrogato circa la morte di Hernandez, Jake Roberts disse: «Gino frequentava alcune persone molto pericolose... era immischiato in un circolo più grande di lui, al quale forse non apparteneva». La madre di Hernandez, Patrice Aguirre, e la sua ex-moglie Janice Marie Bancroft dichiararono di essere convinte che fosse stato ucciso; la Aguirre disse che il criminale "John Royal" le aveva detto che il figlio aveva contratto numerosi debiti per motivi di droga.
Sia Aguirre sia Bancroft hanno anche ipotizzato che Hernandez possa aver "inscenato la propria morte", dato che spesso ne aveva parlato, e perché i risultati dell'autopsia riportavano errori circa il suo aspetto fisico e la sua etnicità. La famiglia non vide mai il suo cadavere, perché Walter Ayman, il manager del defunto, disse che era meglio non vederlo in quello stato a causa del processo di decomposizione ormai avanzato, e il funerale fu celebrato con la bara già chiusa.
Il wrestler Brutus Beefcake rifiuta decisamente la tesi dell'omicidio, riferendo che Hernandez "aveva seri problemi di tossicodipendenza" ed era un "festaiolo impenitente" al quale piaceva sballarsi.
Nel maggio 2019 un episodio della serie Dark Side of the Ring, intitolato The Mysterious Death of Gorgeous Gino, è stato dedicato alla sua tragica storia.

## Vita privata
Wolfe Jr. si sposò due volte, sempre con la stessa donna, Janice Marie Bancroft. La coppia si sposò una prima volta il 10 aprile 1976, per poi divorziare nel gennaio 1977. Durante il loro primo matrimonio, ebbero una figlia, Lisha Marie. La coppia si risposò il 12 aprile 1978 per poi divorziare nuovamente nel luglio 1979. Wolfe adottò il ring name "Gino Hernandez" in onore al patrigno, Luis Hernandez, che lo aveva allenato da bambino.
Secondo il collega in WCCW Jake Roberts, Hernandez era coinvolto nella comunità gay di Houston.

## Titoli e riconoscimenti
- Big Time Wrestling
  - NWA United States Heavyweight Championship (Detroit version) (1)[15]
- NWA Big Time Wrestling / World Class Championship Wrestling
  - NWA American Heavyweight Championship (4)[16][17]
  - NWA American Tag Team Championship (5) – con El Gran Markus (2), Gary Young (1), e Chris Adams (2)[18][19]
  - NWA Brass Knuckles Championship (1)[20][21]
  - NWA International Junior Heavyweight Championship (1)[22]
  - NWA Texas Heavyweight Championship (6)[23][24]
  - NWA Texas Tag Team Championship (3) – con Jimmy Snuka (1), Pak Song (1), e Bruiser Brody (1)[25][26]
  - NWA World Six-Man Tag Team Championship (Texas version) (1) – con Chris Adams e Jake Roberts[27]
  - NWA Texas Heavyweight Championship Tournament (1984)[28]
- Pro Wrestling Illustrated
  - 162º nella lista dei 500 migliori wrestler singoli dei "PWI Years" nel 2003[29]
  - 65º nella lista dei 100 migliori tag team (con Chris Adams) dei "PWI Years" nel 2003[30]
- Southwest Championship Wrestling
  - SCW Southwest Tag Team Championship (5) – con Tully Blanchard[31]
  - SCW World Tag Team Championship (2)  – con Tully Blanchard[32]